# 1965年大臣薪俸綜合法令
《1965年大臣薪俸綜合法令》（英語：Ministerial Salaries Consolidation Act 1965）是英國國會法令，廢除了《1937年英廷大臣法令》。《1937年英廷大臣法令》以首次訂定反對黨領袖的法律定義而著稱。